# Сакатлан (муниципалитет)
Сакатла́н (исп. Zacatlán) — муниципалитет в Мексике, штат Пуэбла, с административным центром в одноимённом городе. Численность населения, по данным переписи 2010 года, составила 76 296 человек.

## Общие сведения
Название Zacatlán с языка науатль можно перевести как место, изобилующее фуражом.
Площадь муниципалитета равна 489,3 км², что составляет менее 1,43 % от площади штата. Он граничит с другими муниципалитетами Пуэблы: на севере с Уаучинанго и Чиконкуаутлой, на востоке с Ауакатланом и Тепецинтлой, на юго-востоке с Тетела-де-Окампо, на юге с Акистлой и Чигнауапаном, на западе с Ауасотепеком, а также с другим штатом Мексики — Идальго.

## Учреждение и состав
Муниципалитет был образован в 1825 году, в его состав входит 97 населённых пунктов, самые крупные из которых:
| Код INEGI | Населённый пункт                                          | Численность населения (2005 год) | Численность населения (2010 год) | Фото                                                         |
| 208       | Всего                                                     | 69 833                           | 76 296                           |                                                              |
| 0001      | Сакатлан (административный центр)                         | 30 805                           | 33 736                           | Здание администрации муниципалитета Часы, высаженные цветами |
| 0004      | Ацинго (исп. Atzingo)                                     | 3 037                            | 3 336                            | Здание администрации муниципалитета Часы, высаженные цветами |
| 0015      | Хиколапа (исп. Jicolapa)                                  | 1 878                            | 3 151                            | Здание администрации муниципалитета Часы, высаженные цветами |
| 0007      | Камотепек (исп. Camotepec)                                | 2 295                            | 2 364                            | Здание администрации муниципалитета Часы, высаженные цветами |
| 0035      | Тлатемпа (исп. Tlatempa)                                  | 1 960                            | 2 189                            | Здание администрации муниципалитета Часы, высаженные цветами |
| 0040      | Хохонакатла (исп. Xoxonacatla)                            | 2 271                            | 2 007                            | Здание администрации муниципалитета Часы, высаженные цветами |
| 0036      | Томатлан (исп. Tomatlán)                                  | 1 744                            | 2 006                            | Здание администрации муниципалитета Часы, высаженные цветами |
| 0028      | Сан-Педро-Атматла (исп. San Pedro Atmatla)                | 1 415                            | 1 809                            | Здание администрации муниципалитета Часы, высаженные цветами |
| 0016      | Хилоцинго (исп. Jilotzingo)                               | 1 662                            | 1 427                            | Здание администрации муниципалитета Часы, высаженные цветами |
| 0029      | Сан-Мигель-Тенанго (исп. San Miguel Tenango)              | 1 149                            | 1 263                            | Здание администрации муниципалитета Часы, высаженные цветами |
| 0030      | Тепейско (исп. Tepeixco)                                  | 1 352                            | 1 212                            | Здание администрации муниципалитета Часы, высаженные цветами |
| 0038      | Сан-Кристобаль-Хочимильпа (исп. San Cristóbal Xochimilpa) | 1 080                            | 1 077                            | Здание администрации муниципалитета Часы, высаженные цветами |
| 0017      | Лас-Лахас (исп. Las Lajas)                                | 990                              | 1 018                            | Здание администрации муниципалитета Часы, высаженные цветами |
| 0048      | Сан-Хоакин-Томатлан (исп. San Joaquín Tomatlán)           | 907                              | 1 011                            | Здание администрации муниципалитета Часы, высаженные цветами |

## Экономическая деятельность
По статистическим данным 2010 года, работоспособное население занято по секторам экономики в следующих пропорциях: сельское хозяйство и скотоводство — 28,6 %, обрабатывающая и производственная промышленность — 19,7 %, сфера услуг и туризма — 51,3 %.

## Инфраструктура
По статистическим данным 2010 года, инфраструктура развита следующим образом:
- электрификация: 97,2 %;
- водоснабжение: 87,7 %;
- водоотведение: 75,9 %.

## Туризм
Основные места, привлекающие туристов:
- Церковь и бывший франсисканский монастырь, построенный в XVI веке;
- Монумент Бенито Хуареса;
- Часы, высаженные цветами;
- Водопад Сан-Педро, невдалеке от Ацинго;
- Долина Стоячих Камней, около Сан-Мигель-Тенанго.